# Metlatónoc
Metlatónoc är en kommun i Mexiko.   Den ligger i delstaten Guerrero, i den sydöstra delen av landet, 260 km söder om huvudstaden Mexico City. Antalet invånare är 17 398. Arean är 1 368 kvadratkilometer.
Terrängen i Metlatónoc är mycket bergig.
Följande samhällen finns i Metlatónoc:
- San Pablo Atzompa
- El Coyul
- Huexoapa
- San Juan Puerto Montaña
- Chimalapa
- Francisco I. Madero
- Yuvinani
- Juanacatlán
- Vicente Guerrero
- San Marcos
- Itia Zuti
- Valle Hermoso
- Costa Rica Colorada
- Yucunduta
- Mini Nuhuma
- Llano de Tepehuaje
- El Zapote
- Colonia de Guadalupe
- Los Llanos
- Llano de Nopal
- Santa Catarina
- San Antonio
- Barrio de Hoja Dura
- Arroyo Faisán
- Llano de las Flores
- Santa Cruz Cafetal
- Loma Bonita
- Colonia Guerrero
- Buena Vista
- Itia Nivehe Xahaxiqui
- Yutimi
- Xacundutia
- Llano de Ocote
- Llano de la Parota
- El Coyulito
- Yozo Chum
- El Paraíso